# Gradnik (priimek)
Gradnik je priimek v Sloveniji, ki ga je po podatkih Statističnega urada Republike Slovenije na dan 1. januarja 2010 uporabljalo 13 oseb in je med vsemi priimki po pogostosti uporabe uvrščen na 16.346. mesto.

## Znani nosilci priimka
- Alojz Gradnik (1882—1967), književnik, sodnik
- Elizabeta Gradnik, publicistka (Slovenski planinski muzej)
- Gradimir Gradnik (1928—1988), vinogradnik
- Ivan Gradnik glej Ivan Miklavčič (~1690—1714), eden voditeljev tolminskega kmečkega upora leta 1713
- Jožef (Pepi) Gradnik, narodni delavec
- Rajko Gradnik (1880—1956), učitelj, geograf, meteorolog in amaterski geolog
- Vladimir Gradnik (1899—1983), polkovnik, vojaški publicist / zgodovinopisec